# Porcupine Plain
Porcupine Plain är en ort i Kanada.   Den ligger i provinsen Saskatchewan, i den centrala delen av landet, 2 100 km väster om huvudstaden Ottawa. Porcupine Plain ligger 496 meter över havet och antalet invånare är 855.
Terrängen runt Porcupine Plain är platt.